# Beco das Garrafas

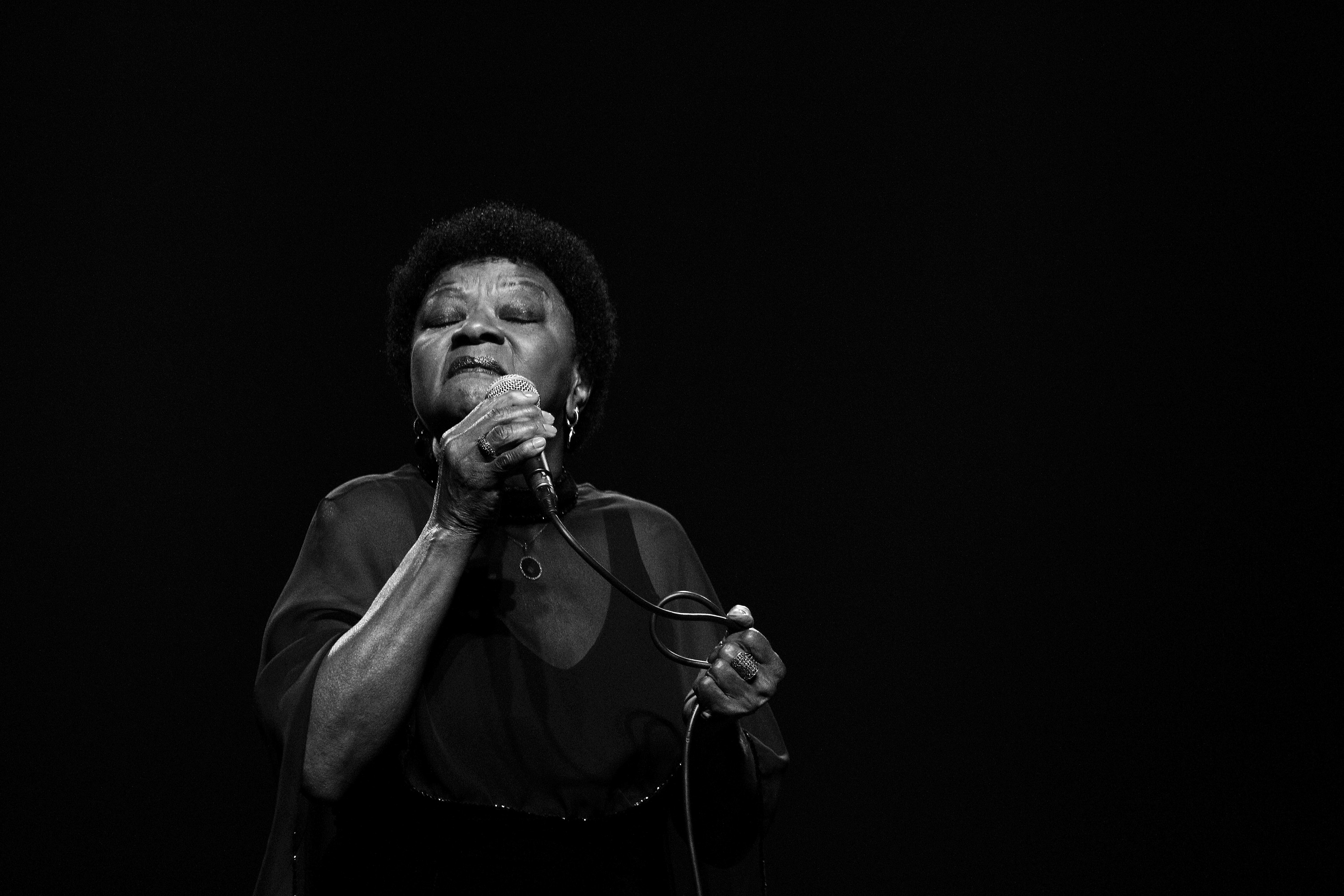
In den Bars der Beco das Garrafas trat auch Alaíde Costa auf, als sie noch eine unbekannte junge Sängerin war (Foto aus späteren Jahren, 1998).

Die Beco das Garrafas (portugiesisch für Flaschengasse, wörtlich Gasse der Flaschen) ist eine wenige Meter lange Sackgasse, die im brasilianischen Ortsteil Copacabana in Rio de Janeiro eine Häuserzeile von dem berühmten Strand und der Avenida Atlântica entfernt ist. Sie zweigt zwischen den Hausnummern 21 und 37 in südwestliche Richtung von der nordwestlich verlaufenden Rua Duvivier ab, die als Einbahnstraße geführt wird. Die Gasse gilt als Geburtsort des Bossa Nova.
Bekanntheit erlangte sie durch den Schriftsteller und Journalisten Dario Majhen in seinem 1990 erschienenen Buch Chega de Saudade und später durch Nelson Motta in dem Buch Noites Tropicais („Tropische Nächte“), in dem der Autor die Entwicklung der Música Popular Brasileira (MPB) und die zeitgenössische Musikalität der Bars dieser historischen Stätte darstellt. Nara Leão (1942–1989) gab in einem Interview für die Zeitschrift Fatos & Fotots, in dem sie sich von der Künstlichkeit des Bossa Nova distanzierte, preis, dass die Musiker sich in ihrer und in den Wohnungen vieler anderer getroffen hätten, um die Musik zu spielen, dass aber nicht ihre Wohnung und der ihres Mannes Carlos Diegues an der Avenida Atlântica allein der Geburtsort des Bossa Nova wäre.: Seite 283 In der Beco das Garrafas traten die Musiker erstmals an die Öffentlichkeit.
Bevor sich Beco das Garrafas als Schmelztiegel für Musik etablierte, war diese Seitengasse mit den unmittelbar nebeneinander liegenden Bars Ma Griffe, Bottles Bar, Baccarat und ganz hinten Little Club für ihre Prostitution berüchtigt. Dies änderte sich seit den frühen 1950er Jahren mit dem wiederholten Engagement junger Talente im Little Club, dem sich die anderen anschlossen. Es entstand ein regelrechter Wettstreit unter den Barbesitzern, wer am Abend die besseren Talente eingeladen hatte. Mit dieser Veränderung ging eine Professionalisierung einher, die neue Besucher anzog. Die Lokale waren nicht sehr groß; maximal 60 Personen konnten darin Platz finden, aber auch vor den Häusern hörte man die Auftritte. Für alle waren die Engagements ein Gewinn: Die noch unbekannten Talente drängten sich um einen Auftritt, spielten umsonst und bezahlten ihre Getränke. Sie konnten dort alles ausprobieren, sich beweisen und sammelten so Erfahrung. Professionelle Musiker spielten ebenfalls umsonst. Ihre Auftritte wurden mitgeschnitten und veröffentlicht. Dem meist jungen Publikum war alles recht.
Zu den Musikern, die in den Bars dieser Gasse auftraten, zählten Sérgio Mendes, Raul de Souza, Luís Carlos Vinhas (1940–2001), Baden Powell de Aquino, Dom Um Romão, Airto Moreira, Wilson das Neves, Chico Batera (* 1943), Ronaldo Boscoli (1928–1994) und Luís Carlos Miele (1938–2015) sowie die Sänger Elis Regina, Sylvia Telles, Alaíde Costa, Leny Andrade, Wilson Simonal und viele andere. Die meisten von ihnen waren damals noch völlig unbekannt und wurden erst später berühmt. Mehrfach wird die Beco das Garrafas, früher auch Beco das Garrafadas, in den Biographien zu Musikern erwähnt, der Autor Marcello Cerqueiro verwendete eigens den Titel Beco das Garrafas. Uma lembrança.
Den Namen der zuvor namenlosen Gasse prägte der Chronist und Romanautor Sérgio Porto (1923–1968) wegen der Angewohnheit der Gäste und Bohemiens ihrer Bars, Flaschen zu werfen. Anderen Quellen nennen nachtruhevermissende Nachbarn, die die Flaschen warfen, oder auch die Musiker, die sowohl geübt mit ihren Instrumenten als auch im Leeren von Flaschen waren. Bereits 1957 fand sich diese Straßenbezeichnung in amtlichen Dokumenten. Die Bewohner der Gegend waren überwiegend weiße und wohlhabende Cariocas der Mittelschicht. 2010 wurde das Stadtviertel saniert und verlor dabei seinen historischen Charme.